# 阿拉巴馬州第五國會選區
阿拉巴馬州第五國會選區（英語：Fifth Congressional District of Alabama）是美国亚拉巴马州七個國會選區之一，始於1833年，2013年起位於該州的最北部。
該選區在2000年以來的總統選舉一直支持共和黨，在眾議員選舉方面自1897年起支持民主黨，至2009起當區眾議員帕克‧格里菲斯轉投共和黨止。現任當區議員是共和黨的戴爾·史壯。